# Seifertia
Seifertia is een geslacht van schimmels in de onderstam Pezizomycotina. De typesoort is Seifertia azaleae.

## Soorten
Volgens Index Fungorum telt het geslacht drie soorten (peildatum april 2022):
| Soortnaam                                  | Auteur(s)                             | Publicatiejaar |
| ------------------------------------------ | ------------------------------------- | -------------- |
| Seifertia alpina                           | (Höhn.) Beenken, Andr. Gross & Queloz | 2020           |
| Seifertia azaleae (Rhododendronknopvreter) | (Peck) Partr. & Morgan-Jones          | 2002           |
| Seifertia shangrilaensis                   | Jun F. Li, Phook. & K.D. Hyde         | 2016           |